# Батов, Александр Сергеевич
Алекса́ндр Серге́евич Ба́тов (род. 24 мая 1979, Москва) — российский общественный и политический деятель, секретарь ЦК РОТ ФРОНТа по работе с молодёжью, руководитель Московского горкома РОТ ФРОНТа, Почётный Председатель РКСМ(б), Первый секретарь ЦК РКСМ(б) в 2005—2011 годах. Кандидат химических наук.

## Биография
Родился в 24 мая 1979 года в Москве. В 1995 году окончил школу и после неё поступил в Российский химико-технологический университет имени Д. И. Менделеева на инженерный физико-химический факультет по специальности «инженер-химик-технолог». В 2001 году окончил университет с отличием. В 2004 году защитил кандидатскую диссертацию.
В настоящее время работает системным администратором.

## Общественная и политическая деятельность
Сторонник коммунистических идей с 1992 года. Принимал участие в событиях «Чёрного Октября» 1993 года на стороне защитников Дома Советов. В 2001 году вступил в Революционный комсомол — РКСМ(б). С 2002 года член Российской коммунистической рабочей партии.
В 2002—2003 годах принимал активное участие в организации и проведении массовых акций против реформ ЖКХ, установки турникетов на транспорте и т. п.
В 2003 году баллотировался на выборах в Государственную Думу по Медведковскому избирательному округу Москвы от избирательного объединения КПРФ (РКРП-РПК выступала с КПРФ единым блоком). По итогам голосования занял третье место, опередив, в числе прочих, баллотировавшуюся по этому же округу Новодворскую.
В 2004 году избран в Центральный Комитет РКРП. В 2006—2007 и 2009 годах был секретарём Московского комитета РКРП. Член партии РОТ ФРОНТ со дня её основания, возглавляет её столичное отделение.
5 ноября 2005 года избран Первым секретарём ЦК РКСМ(б) и оставался в этой должности до 2011 года. В 2005—2011 годах был главным редактором комсомольской газеты «Бумбараш». На IX съезде РКСМ(б) (2011 год) Александру Батову присвоено звание Почётного Председателя РКСМ(б).
Активно представлял РКСМ(б) на международных коммунистических молодёжных форумах, вёл переговоры о вступлении РКСМ(б) во Всемирную Федерацию Демократической Молодёжи (ВФДМ), в которую РКСМ(б) был принят в ноябре 2011 года.
На конкурсе «Молодой левый — 2008» занял 7-е место в рейтинге молодых левых политиков России.
9 мая 2017 года Александр Батов был задержан на акции «Бессмертный полк» в Москве за распространение листовок. Утром 10 мая доставлен в Тверской районный суд и осуждён на 7 суток ареста. По заявления партийного сайта РОТ ФРОНТ: «Задержание и суд происходили с грубыми нарушениями правовых норм: задержанному не были предъявлены обвинения, его не кормили, сведения о времени и конкретном месте проведения суда скрывались. Обвинение в сопротивлении сотрудникам полиции не подтверждено свидетельскими показаниями и фактически сфальсифицировано».
По факту ареста Батова была проведена кампания солидарности как в России, так и за рубежом, евродепутат от Компартии Греции поставил вопрос об аресте в Европарламенте. Дружественные политические организации выступили с заявлениями в адрес президента РФ.
16 мая Александр Батов был освобождён в зале Мосгорсуда, где рассматривалась его апелляция на действия полиции. Мосгорсуд отклонил апелляцию. Позднее Батов был дополнительно осуждён по тому же делу к штрафу 20 тысяч рублей. Средства на выплату собирались методом краудфандинга.
В 2016—2017 годах входил в состав Национального подготовительного комитета РФ к XIX Всемирному Фестивалю молодёжи и студентов, как официальный представитель РКСМ(б). Однако дирекцией по подготовке Всемирного Фестиваля не был допущен до участия в Фестивале вместе с половиной делегации РКСМ(б). Сам Фестиваль был охарактеризован Батовым как «проимпериалистический, пророссийский, правительственный».
30 марта 2022 года в связи с принятием Центральным советом РКРП-КПСС постановления об отношении к войне, в котором была дана позитивная оценка действиям российской армии по вторжению на Украину А. С. Батов, будучи секретарём ЦК по агитации и пропаганде, объявил о своём выходе из партии (также РКРП-КПСС покинул ряд членов ЦК, Новосибирская региональная организация и многие рядовые члены).

## Публикации
- События в Греции как кривое зеркало российской левой (недоступная ссылка)
- На Левом фронте без перемен… (недоступная ссылка)
- «Ну и работай со своими рабочими!..» (недоступная ссылка)
- Стряпня, которая всем надоела
- Современный российский империализм
- Нужно единство революционных действий
- Кризис в РКРП: к чему пришли
- Кризис в РКРП: что делать